# 트레이시 리드

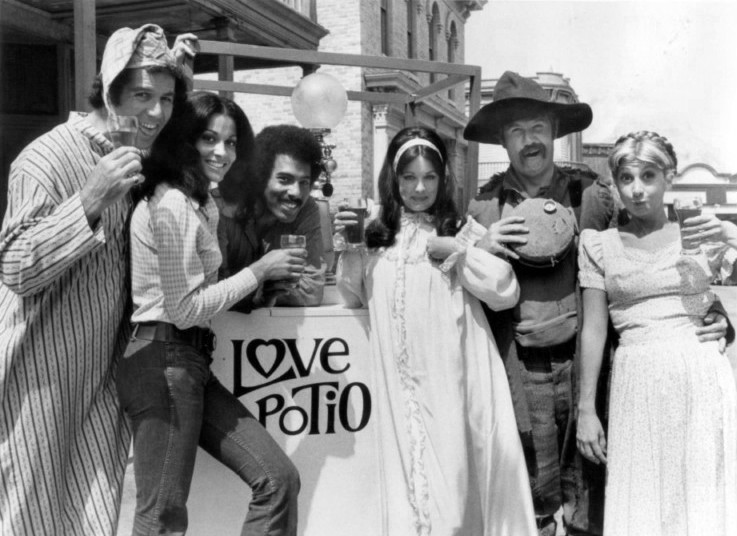

트레이시 리드(Tracy Reed, 1949년 10월 28일 ~ )는 미국의 배우, 텔레비전 배우, 영화배우이다.
포트 베닝에서 태어났다.

## 출연 작품

### 영화
- 필사의 도주 (1986년)
- 캘리포니아 돌스 (1981년) - 다이앤 역
- 사랑의 유람선 (1977년)
- 펀 앤 게임즈 (1971년)
- 작은 사랑의 멜로디 (1971년)
- 수사관 맥클라우드 (1970년)
- 위기일발 리스본 협정 (1968년)
- 007 카지노 로얄 (1967년)
- 데블스 오브 다크니스 (1965년)
- 닥터 스트레인지러브 (1964년)
- 핑크 팬더 2 - 어둠 속에 총성이 (1964년)

### 텔레비전
- Knots Landing (1990-91)